# La Tronche
La Tronche je francouzská obec v departmentu Isère v regionu Auvergne-Rhône-Alpes v jihovýchodní Francii. Obec má přibližně 6 400 obyvatel.

## Poloha a geografie
Obec leží vzdušnou čarou asi 80 km od hranicí se severní Itálií. Těsně sousedí se sídly Meylan, Saint-Martin-d'Hères, Grenoble a Saint-Égrève a rozprostírá se tak v hustě zalidněném údolí. Z jihu obec ohraničuje protékající řeka Isère, ze severu hora Mont Rachais spadající do pohoří Chartreuse v Západních Alpách. Samotná obec se rozkládá mezi 200 a 400 nadmořskými metry, hora Mont Rachais se tyčí vysoko nad ní do výšky 1046 m.

## Osobnosti
S La Tronche jsou spjatí například:
- Michel Barnier (* 9. ledna 1951, La Tronche), francouzský politik